# Absolutní počítač
Absolutní počítač (v anglickém originále The Ultimate Computer) je 24. díl druhé řady seriálu Star Trek. Premiéra epizody v USA proběhla 8. března 1968, v České republice 14. března 2003.

## Příběh
Hvězdného data 4729.4 se hvězdná loď USS Enterprise NCC-1701 pod vedením kapitána Jamese Tiberia Kirka setkává se s lodí Lexington komodora Wesleyho, který Kirkovi vysvětluje, že Enterprise se zúčastní bojového cvičení jako návnada pro jeho bojovou jednotku. Kirk nechápe, jaké má cvičení smysl, že proti celé bojové jednotce nemá šanci. Wesley vysvětluje, že Enterprise bude vybavena novým počítačem M5, který vyvinul Dr. Richard Daystrom. Počítač má nahradit celou posádku s výjimkou dvaceti lidí.
Po zapojení M5 Enterprise vyráží na cestu, avšak celá lidská posádka má vůči počítači výhrady. Montgomery Scott si všímá, že počítač postupně vypíná energii na různých palubách. Po prověření Dr. Daystrom vysvětluje, že to činí z logického hlediska, protože neobydlené kajuty posádky energii nepotřebují. Spock, obdivovatel počítače i jeho tvůrce dodává, že počítače jsou skvělými pomocníky, kteří se řídí logikou, ale nikdy by jim nechtěl sloužit. Po cvičném souboji s loďmi USS Lexington a USS Excalibur se ozývá komodor Wesley a konstatuje, že obě lodi obdržely od Enterprise postačující zásahy a gratuluje kapitánu Dunselovi. Kirk je tím zaskočen a odchází. McCoy se dožaduje vysvětlení a Spock mu objasňuje, že výraz „Dunsel“ na akademii hvězdné flotily platí jako označení za věc, která již nemá žádné uplatnění. Pavel Čechov hlásí neočekávanou změnu kurzu lodi. Kirk nechává na můstek přivolat Dr. Daystroma. Ukazuje se, že Enterprise míří k automatické těžební lodi. Kirk svým panelem vypíná M5, ale loď drží stejný kurz a záhy těžební loď zničí svými phasery. Kirk je rozčílený a žádá po Daystromovi, aby okamžitě M5 vypnul z provozu a chce se vrátit na základnu. Při pokusu o vypnutí ve strojovně však umírá jeden člen technického personálu. Daystrom to vysvětluje, že počítač pouze potřeboval nový zdroj energie a dotyčný mu stál prostě v cestě. Kirk a všichni ostatní naléhají, aby byl počítač vypnut dříve, než mu budou i ostatní stát v cestě. Když Scotty a McCoy odpojují primární systémy řízení lodi, Sulu a Čechov oznamují, že řízení má stále M5.
Spock přichází s teorií, že šlo vlastně o návnadu a M5 pouze potřeboval čas na přípravu něčeho dalšího. Když už jednání počítače Kirkovi přijde podezřelé, Dr. Daystrom vysvětluje, že počítači vtiskl obdobu lidského chápání a proto nyní počítač brání sám sebe. Chvíli na to se objevují čtyři lodi Federace včetně Lexington a tří dalších. M5 ihned zaujme bojová postavení a bez varování začne pálit plnou silou proti ostatním lodím. Navíc počítač blokuje komunikaci Enterprise. Uhuře se daří alespoň zapojit příchozí kanál a na obrazovce se objevuje komandér Wesley, který vyzývá Kirka, aby okamžitě přestal útočit, že bojová jednotka má již přes padesát mrtvých. Kirk vyzývá Daystroma, který chová stále k M5 otcovský vztah, aby s počítačem promluvil a zarazil jeho jednání. Tomu Daystrom vyhoví až v momentě, kdy Enterprise zachytí volání USS Lexington, kdy komandér Wesley žádá flotilu o svolení zničit Enterprise v případě, že útoky neustanou. Namísto přemluvení M5 však u Daystroma vzniká nervový kolaps. Záhy je zachycena další komunikaci, kdy flotila dává svolení zničit Enterprise. S vědomím, že M5 jedná jako člověk se jej Kirk ptá, ať oskenuje USS Excalibur a spočítá formy života. Když M5 konstatuje, že nikdo na USS Excalibur nepřežil, utvrzuje jej, že on je zabil a ať mu sdělí jaký je trest za vraždu. M5 říká, že trestem je smrt a proto se musí odpojit a nechat zničit od ostatních lodí. Stáhne štíty, ale ovládání posádce nevrátí.
Spock a Scotty jdou odpojit M5 ode všech systémů a Kirk jim přikazuje, aby vypnuli veškeré možné systémy včetně ovládání štítů. Bob Wesley si všímá, že Enterprise je bezbranná a dává rozkaz, aby i ostatní lodě nestřílely. McCoy využívá poté situace, aby se Spocka zeptal, koho upřednostňuje teď – počítač nebo lidi s nelogickým myšlením. Spock pouze konstatuje, že velice zajímavý počítač by byl s vtisknutými engramy doktora McCoye a výsledný tok a záplavy nelogičnosti by byly přímo zábavné.